# مكعب أفطس
في الهندسة، المكعب الأفطس أو مقطوع المكعب الثماني الأفطس (بالإنجليزية: Snub cube, Snub cuboctahedron)، هو مجسم أرخميدي له 38 وجهًا: 6 مربعات و32 مثلثًا متساوي الأضلاع. يحتوي على 60 حرفًا و24 رأسًا. أطلق عليه كبلر أول مرة اسم cubus simus باللغة اللاتينية في عام 1619 في كتابه تناغم العالم (Harmonices Mundi). أشار سكوت ماكدونالد كوكستر إلى أنه يمكن اشتقاقه بالتساوي من ثماني الوجوه مثل المكعب، وأطلق عليه اسم مقطوع المكعب الثماني الأفطس، مع رمز شليفي الممتد شاقوليًا {\displaystyle s\scriptstyle {\begin{Bmatrix}4\\3\end{Bmatrix}}}، ويمثل قطعًا تناوبيًا لمقطوع المكعب الثماني المبتور، والذي يحمل رمز شليفلي {\displaystyle t\scriptstyle {\begin{Bmatrix}4\\3\end{Bmatrix}}}.